# Eugène Rognard
 (mai 2019).
Si vous disposez d'ouvrages ou d'articles de référence ou si vous connaissez des sites web de qualité traitant du thème abordé ici, merci de compléter l'article en donnant les références utiles à sa vérifiabilité et en les liant à la section « Notes et références ».
Eugène Rognard est un ecclésiastique né le 8 septembre 1878 à Annecy, en Haute-Savoie, et décédé au Tampon, sur l'île de La Réunion, le 5 juillet 1945.

## Biographie
Ordonné prêtre le 6 juillet 1902 à Paris et arrivé dans l'île de l'océan Indien en novembre suivant, Rognard, curé du Tampon de 1907 à 1943, devient connu par son opposition aux Kerveguen et surtout par ses œuvres sociales, comme la colonie de vacances de la Plaine des Cafres. Il crée la première caisse de crédit agricole et monte un syndicat de petits et moyens planteurs pour lutter contre la domination des gros propriétaires. Au début des années 1920, il joue un rôle actif en faveur de l'érection du Tampon en commune à part entière, ce qui a lieu en 1925.
C'est à ce prêtre que nous devons l'église paroissiale du Tampon Centre dédiée à saint François de Sales. La première pierre est posée en 1910 et la première messe est célébrée le 25 décembre 1913. Il est enterré dans cette église. Lors de la période des travaux de rénovation de cette église au cours des années 2009 et 2010, son caveau a été mis au jour. L'actuel autel en bois noble de cette nouvelle église se situe au-dessus de son caveau.   